# Niedźwiady (Lubusz)
Pour les articles homonymes, voir Niedźwiady.
Niedźwiady (prononciation : [ɲed͡ʑˈvjadɨ]) est une localité polonaise de la gmina de Świebodzin dans le powiat de Świebodzin de la voïvodie de Lubusz dans l'ouest de la Pologne.
Elle se situe à environ 6 kilomètres au sud-ouest de Świebodzin (siège de la gmina et de le powiat), 30 kilomètres au nord de Zielona Góra (siège de la diétine régionale) et 61 kilomètres au sud de Gorzów Wielkopolski (capitale de la voïvodie).

## Histoire
Après la Seconde Guerre mondiale, avec la mise en œuvre de la ligne Oder-Neisse, le territoire de la localité est intégré à la République populaire de Pologne. La population d'origine allemande est expulsée et remplacée par des polonais.
De 1975 à 1998, la localité appartenait administrativement à la voïvodie de Zielona Góra.

Depuis 1999, elle appartient administrativement à la voïvodie de Lubusz